# Metamorfik niemczański
Metamorfik niemczański, synklinorium Wzgórz Niemczańskich – jednostka geologiczna na bloku przedsudeckim (Przedgórzu Sudeckim).
Metamorfik niemczański jest niewielką jednostką na bloku przedsudeckim. Na zachodzie graniczy ze strefą Niemczy, na wschodzie z metamorfikiem Wzgórz Strzelińskich i metamorfikiem Doboszowic. Na południu obcięty jest uskokiem sudeckim brzeżnym, na północy zakrywają ją osady kenozoiczne).
Metamorfik niemczański zbudowany jest ze metamorficznych, prawdopodobnie staropaleozoicznych, być może też proterozoicznych. Są to głównie łupki łyszczykowe, a ponadto: łupki łyszczykowo-grafitowe, wapienie krystaliczne, kwarcyty, amfibolity, gnejsy, łupki kwarcytowo-grafitowe.
Nowa, proponowana nazwa - metamorficzne pasmo fałdowe Kamieńca Ząbkowickiego, w skrócie pasmo Kamieńca Ząbkowickiego lub pasmo kamienieckie.
Skały metamorfik niemczańskiego budują południową część Wzgórz Niemczańsko-Strzelińskich (m.in. Wzgórza Dębowe i Wzgórza Dobrzenieckie).

## Literatura dodatkowa
- E. Stupnicka. Geologia regionalna Polski. Wydawnictwo Geologiczne, Warszawa 1997